# 索德維爾鎮區 (堪薩斯州福特縣)
索德維爾鎮區（英語：Sodville Township）為美國堪薩斯州福特縣轄下的鎮區。2010年美国人口普查中此鎮區人口有109人。

## 地理
索德維爾鎮區涵蓋總面積為145.0平方（55.99平方英里），其中陸地面積為145.0平方（55.99平方英里），水域面積為0平方（0.00平方英里）或0.00%。海拔高度758（2,487英尺）。

## 人口統計
根據2010年美國人口普查，索德維爾鎮區人口有109人，其中男性有60人，女性有49人，人口密度為每平方公里0.75人，住房計54戶。鎮區內的白人有106人，非裔美國人有0人，美洲原住民有2人，亞裔美國人有0人，太平洋島裔美國人有0人，其他種族有1人，混血種族則有0人。此外鎮區內有6人為西班牙裔或拉丁裔美國人。此鎮區之年齡中位數為40.5歲，而男性年齡中位數為42.5歲，女性年齡中位數為38.8歲。

## 交通

### 主要公路
- 54號美國國道
- 94號堪薩斯州州道